# Jason Erceg
Jason Erceg (đến từ Auckland, New Zealand) là một nam người mẫu và đồng thời là người từng đoạt danh hiệu Manhunt International 1997.
Trước khi tham dự cuộc thi Manhunt International, Jason Erceg là một nhà thầu khoán xây dựng. Anh từng phụ trách xây dựng khu biệt thự của nhà thiết kế Gianni Versace tại Florida, Mỹ. Anh cao 1,88 m và là người New Zealand gốc Croatia.
Năm 1997, Erceg đến Singapore tham dự cuộc thi Manhunt International và đã giành chiến thắng. Sau đó, anh theo đuổi sự nghiệp người mẫu chuyên nghiệp trên các sàn diễn thời trang quốc tế.